# Windward Islands Airways
Winair ou Windward Islands Airways International n.v. (code AITA WM — code OACI WIA) est une compagnie aérienne régionale basée à et possédée par Saint-Martin, l'un des quatre États du royaume des Pays-Bas, créée le 24 août 1961. Elle est dirigée par Edwin Hodge[Quand ?].

## Historique
Son premier vol eut lieu le 5 août 1962. Elle est basée sur l'aéroport international Princess Juliana.
À la suite des conséquences économiques de la pandémie de Covid-19, elle bénéficie d'une aide d'État. La société qui est la seule entreprise à maintenir des connexions avec les six régions caribéennes du Royaume des Pays-Bas recevra un prêt de 2,7 millions d'euros car les déplacements nécessaires sont compromis.

## Destinations
Elle dessert quotidiennement à partir de l'aéroport Princess-Juliana à Saint-Martin, les îles de Saba, Dominique, Saint Eustache, Saint-Barthélemy, Saint-Kitts, Guadeloupe, Nevis, Saint Kitts, Antigua, Tortola, Anguilla, Curaçao et Martinique.

## Flotte

### Flotte actuelle
En janvier 2023, la flotte de Winair se compose des appareils suivants :

### Flotte historique
- BAE Jetstream 32
- Britten-Norman BN-2P Islander
- NAMC YS-11

## Partage de codes
- Depuis 2003 avec US Airways
- Depuis 2009 avec Corsair, pour relier Paris-Orly à Saint-Barthélémy
- Depuis 2014 avec Air France
- En 2017 avec KLM[3]

## Alliance
Elle fait partie avec Liat et Air Antilles Express de l'alliance de compagnies aériennes CaribSky Alliance.